# Земериншка железница
Земериншка железница, Аустрија, која почиње у Глогницу и води преко превоја Земеринг до Мирцушлага је прва планинска железничка пруга у Европи нормалног колосека. Обично се сматра да је ово прва права железничка пруга, изграђена на тешком терену и са великом висинском разликом. И даље је у употреби као део Јужне аустријске железнице.
Земериншку железницу је између 1848. и 1854. изградило око 20.000 радника под руководством пројектанта Карла Ритера фон Геге. На прузи је пробијено 14 тунела (највиши је на висини од 1.431 m), 16 вијадукта (неколико на два нивоа), преко 100 камених и 11 мањих гвоздених мостова. Станице и зграде за надзорнике су често грађене директно од материјала приликом бушења тунела.
Висинска разлика пруге која је дуга 41 km је 460 m; на 60% њене дужине нагиб је 20-25‰ (што одговара разлици у висини од једног метра на 40 метара дужине), а 16% кривина има радијус од само 190 m. Ово је била потпуно нова техничка димензија у изградњи пруга, а развијени су многи нови инструменти и методе надзора да би се одговорило изазовима градње. Уведене су и нове технологије за локомотиве, јер оне које су тада биле у употреби нису могле да се носе с таквим успонима и кратким кривинама.
Још у време изградње водило се рачуна да се Земериншка железница уклопи у пејзаж, односно да се усклади спрега технологије и природе. Јединствено путничко искуство које је нудила Земериншка железница значајно је допринела отварању региона Земеринга за туризам. Бројни хотели и пансиони су сведоци ове епохе. Овај огромни успон на сусрету два столећа и развој региона као подручја за зимске спортове у првој трећини 20. века прво је прекинут првим светским ратом, а затим и промењеним туристичким потребама људи. Због тога је овај јединствени природни и културни предео сачуван уз врло мало промена. Путовање Земериншком железницом, која је у употреби више од 150 година, још увек је за путнике специфично искуство захваљујући разноврсности предела, типичном стилу пансиона и карактеристичним деловима вијадуката и тунела.
Земериншка железница је 1998. уврштена на листу Унескове Светске баштине.